# 金口路 (上海)
金口路是中华人民共和国上海市浦东新区的一条街道，南北走向，全长1公里。金口路北起张杨路，南至银山路。
上海轨道交通六号线在张杨路金口路口与金口路交叉，云山路站距金口路200米。

## 周边建筑物
- 上海市金英小学
- 上海市金杨中学

## 交会道路（北向南）
- 张杨路
- 金杨路
- 银山路